# Jeff Gourson
Jeff Gourson (*  30. Januar 1946 in Los Angeles, Kalifornien, Vereinigte Staaten) ist ein US-amerikanischer Filmeditor. Einige Male war er auch als Filmproduzent tätig.

## Leben
Gourson war zunächst ab Ende der 1960er Jahre bis in die 1970er Jahre hinein als Schnittassistent tätig. Beginnend mit dem Spielfilmdrama September 30, 1955 aus dem Jahr 1977 war er als eigenständiger Editor für Film und Fernsehen tätig. Als Produzent in verschiedenen Funktionen war er an den Serien Zurück in die Vergangenheit und Tequila und Bonetti beteiligt. Für letztere inszenierte er 1992 auch eine Folge. Dies blieb sein einziger Ausflug in den Regiebereich.
Er heiratete am 2. August 1968 die Schauspielerin Joy Harmon. Sie ließen sich jedoch am 25. Juli 2001 scheiden. Am 17. Dezember 2001 heiratete er Stacey Gourson.

## Filmografie

### Als Filmeditor
- 1977: September 30, 1955
- 1980: Ein tödlicher Traum (Somewhere in Time)
- 1981: Die unglaubliche Geschichte der Mrs. K. (The Incredible Shrinking Woman)
- 1982: Tron
- 1984: Mike’s Murder
- 1985: Perfect
- 1986: Der Flug des Navigators (Flight of the Navigator)
- 1988: Manege frei für Pee Wee (Big Top Pee-wee)
- 1994: Bundles – Ein Hund zum Verlieben (The Shaggy Dog, Fernsehfilm)
- 1995: Dexter Riley – Total verkabelt und nichts begriffen (The Computer Wore Tennis Shoes, Fernsehfilm)
- 1996: Happy Gilmore
- 1997: Die Kampfwurst – Beverly Hills Ninja (Beverly Hills Ninja)
- 1998: Herr Schulleiterin (Fernsehfilm)
- 1998: Shadow of Doubt – Schatten eines Zweifels (Shadow of Doubt)
- 1999: Big Daddy
- 2000: E-Mail ans Weiße Haus (Mail to the Chief, Fernsehfilm)
- 2000: Little Nicky – Satan Junior (Little Nicky)
- 2001: Animal – Das Tier im Manne (The Animal)
- 2002: Mr. Deeds
- 2003: Die Wutprobe (Anger Management)
- 2004: 50 erste Dates (50 First Dates)
- 2004: White Chicks
- 2005: Spiel ohne Regeln (The Longest Yard)
- 2006: Klick (Click)
- 2007: Chuck und Larry – Wie Feuer und Flamme (I Now Pronounce You Chuck & Larry)
- 2012: Prodigy Bully (Fernsehfilm)

### Als Produzent
- 1989: Das verflixte erste Mal (Getting It Right)
- 1989–1991: Zurück in die Vergangenheit (Fernsehserie, 54 Folgen)
- 1992: Tequila und Bonetti (Fernsehserie, 10 Folgen)

### Als Regisseur
- 1992: Tequila und Bonetti (Fernsehserie, Folge 1x09)

## Auszeichnungen
Primetime Emmy Award
- 1990: Nominierung in der Kategorie Dramaserie für Zurück in die Vergangenheit
- 1991: Nominierung in der Kategorie Dramaserie für Zurück in die Vergangenheit
- 1992: Nominierung in der Kategorie Dramaserie für Zurück in die Vergangenheit